# アッレローナ
アッレローナ（伊: Allerona）は、イタリア共和国ウンブリア州テルニ県にある、人口約1,700人の基礎自治体（コムーネ）。

## 地理

### 位置・広がり

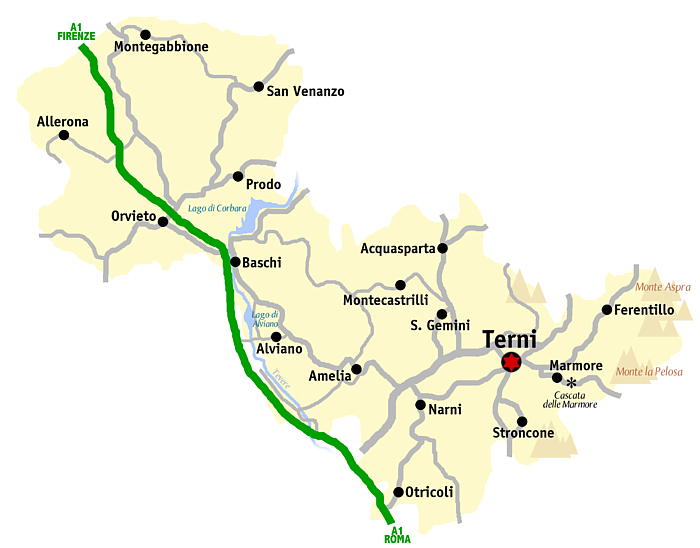
テルニ県概略図

テルニ県北西部のコムーネ。

#### 隣接コムーネ
隣接するコムーネは以下の通り。括弧内のVTはヴィテルボ県、PGはペルージャ県、SIはシエーナ県所属を示す。
- アックアペンデンテ (VT)
- カステル・ヴィスカルド
- チッタ・デッラ・ピエーヴェ (PG)
- ファブロ
- フィクッレ
- オルヴィエート
- サン・カシャーノ・デイ・バーニ (SI)

### 気候分類・地震分類
アッレローナにおけるイタリアの気候分類 (it) および度日は、zona E, 2173 GGである。
また、イタリアの地震リスク階級 (it) では、zona 3 (sismicità bassa) に分類される。